# عبد الخالق (اسم)
عبد الخالق هو اسم عربي يطلق على الذكور، وهو مستخدم في العهد الحديث كإسم وكلقب. وهو مكون من جزأين «عبد» و «الخالق». الخالق وهي اسم من اسماء الله الحسنى المذكورة في القرآن الكريم. وقد يشير الأسم إلى 
- عبد الخالق ثروت (1873 - 1928)، سياسي مصري.
- عبد الخالق حسونة (1898-1992)، دبلوماسي مصري.
- عبد الخالق الطريس (1910-1970)، صحفي مغربي وقائد وطني.
- عبد الخالق محجوب (1927-1971)، سياسي سوداني.
- هشام عبد الخالق (مواليد 1979) ممنتج أفلام مصري.